# Varzea (genre)
Genre
Varzea est un genre de sauriens de la famille des Scincidae.

## Répartition
Les espèces de ce genre se rencontrent en Amérique du Sud et en Jamaïque.

## Liste des espèces
Selon The Reptile Database (19 décembre 2012) :
- Varzea altamazonica (Miralles, Barrio-Amoros, Rivas, Chaparro-Auza, 2006)
- Varzea bistriata (Spix, 1825)

## Étymologie
Ce genre est nommé en référence a sa distribution : la Varzea.

## Publication originale
- Hedges & Conn, 2012 : A new skink fauna from Caribbean islands (Squamata, Mabuyidae, Mabuyinae). Zootaxa, no 3288, p. 1–244 (texte intégral).